# Romagna Calcio a 5
L'Associazione Sportiva Romagna Calcio a 5 è stata una squadra italiana di calcio a 5 con sede a Cesena.

## Storia
Fondata nel 1992 come Associazione Sportiva Cesena Calcio a Cinque, dopo i primi tre anni di vita in cui matura l'accesso alla serie B nazionale dopo il 2º posto ed il ripescaggio, la formazione bianconera ha disputato il campionato 1995-1996 giungendo quart'ultima e retrocedendo di nuovo nella serie C1 regionale.
Dopo due stagioni che contano una eliminazione ai playoff ed un primo posto con annessa promozione, il Cesena disputa due campionati in serie B, di cui il primo travagliato porta alla retrocessione ed al successivo ripescaggio, mentre quello del 2000-2001 porta alla promozione in A2 dopo il secondo posto e la vittoria nei successivi playoff.
Dopo una prima stagione in cui la salvezza arriva solo dopo i playout, il Cesena diventa frequentatore abituale dei piani alti della classifica: giunge terzo nel 2002-03 e secondo nel 2003-04 dietro alla corazzata Nepi. La stagione successiva si presenta come molto travagliata per la società romagnola che non riesce ad inserirsi per la lotta alla promozione, che premia il Sangemini Terni e la Polisportiva Giampaoli Ancona, la società inoltre riceve una penalizzazione per aver schierato giocatori tesserati in maniera irregolare.
Questa penalizzazione si ripercuote anche sulla stagione 2005-06 che la squadra allenata da Luigi Pagana è costretta ad affrontare partendo da -6. Nonostante questo handicap non indifferente in un campionato composto da 26 partite, il Cesena riesce nella prima impresa di qualificarsi per la fase finale della Coppa Italia di Serie A2, che poi vincerà. La seconda impresa giunge a fine stagione quando i ragazzi di Pagana risulteranno primi in classifica con 6 punti sulla seconda, frutto di una stagione fatta di una sola sconfitta, alla seconda giornata di campionato contro il Cagliari.
La vittoria in campionato vale la prima storica partecipazione dei romagnoli ai play-off per lo scudetto, contro la Lazio Calcio a 5 il Cesena si arrende solo dopo i supplementari di Gara2 per 6-4, dopo il pareggio interno 4-4 dell'andata.
Nell'estate del 2006 la società cesenate ha avviato una collaborazione con diverse società minori della Romagna, tra cui anche il Calcio a Cinque Rimini, società che ha militato negli anni scorsi in Serie B nazionale. A seguito di questo progetto, la società ha cambiato denominazione in Associazione Sportiva Romagna Calcio a 5. Al termine della stagione 2006/2007 la formazione romagnola è retrocessa in serie A2 terminando all'ultimo posto con 16 punti frutto di tre vittorie, sette pareggi e sedici sconfitte.
Dopo il rifiuto di iscrizione alla serie A2 da parte degli organismi nazionali, il Romagna nella successiva stagione 2007-08 ha ottenuto dalla Divisione Calcio a 5 la possibilità di partecipare al campionato regionale dell'Emilia-Romagna, Serie C2, perdendo comunque per svincolo tutti i suoi giocatori, i migliori sono stati ingaggiati da altre società di vertice italiane: il portiere Miguel Weber è stato ad esempio ingaggiato dalla Luparense campione d'Italia. A diversi turni dalla fine della stagione, quando occupava l'ultima piazza del suo girone, il Romagna ha iniziato a rinunciare alla disputa delle partite del campionato di C2 per problemi di organico, di fatto la società romagnola si è ritirata dall'attività non si è iscritta al campionato 2008-09.

## Cronistoria
| Cronistoria del Romagna C5 |
| --- |
| - 1992 · Fondazione del Cesena C5. - 1992-93 · 1ª nel girone ? di Serie D Emilia-Romagna. Promossa in Serie C. - 1993-94 · 6ª in Serie C Emilia-Romagna. - 1994-95 · 2ª in Serie C Emilia-Romagna. Ripescata in Serie B. - 1995-96 · ? nel girone ? di Serie B. Retrocessa in Serie C. - 1996-97 · ? in Serie C Emilia-Romagna. - 1997-98 · ? in Serie C Emilia-Romagna. - 1998-99 · 1ª in Serie C Emilia-Romagna. Promossa in Serie B. - 1999-00 · 9ª nel girone B di Serie B. Retrocessa in Serie C, viene ripescata. Sconfitta ai play-out. Ottavi di finale di Coppa Italia di Serie B. - 2000-01 · 2ª nel girone C di Serie B. Promossa in Serie A2. Vince i play-off promozione. 1º turno di Coppa Italia di Serie B. - 2001-02 · 10ª nel girone A di Serie A2. Vince i play-out. Ottavi di finale di Coppa Italia di Serie A2. - 2002-03 · 3ª nel girone A di Serie A2. Finalista play-off promozione. - 2003-04 · 2ª nel girone A di Serie A2. Semifinalista play-off promozione. 1ª fase di Coppa Italia di Serie A2. - 2004-05 · 8ª nel girone A di Serie A2. Ottavi di finale di Coppa Italia di Serie A2. - 2005-06 · 1ª nel girone A di Serie A2. Promossa in Serie A. Vince la Coppa Italia di Serie A2 (1º titolo). - 2006 · Assume la denominazione Romagna C5 - 2006-07 · 14ª in Serie A. Retrocessa in Serie A2. - 2007 · Rinuncia alla Serie A2 e iscrizione in Serie C2 Emilia-Romagna. - 2007-08 · 16ª nel girone A di Serie C2 Emilia-Romagna. Retrocessa in Serie D. - 2008 · Scioglimento della società. |

## Palmarès
- Campionato di Serie A2: 1
2005-06 (girone A)
- Coppa Italia di Serie A2: 1
2005-06
- Campionato di Serie B: 1
2000-01 (girone C)